# 여성 소방관

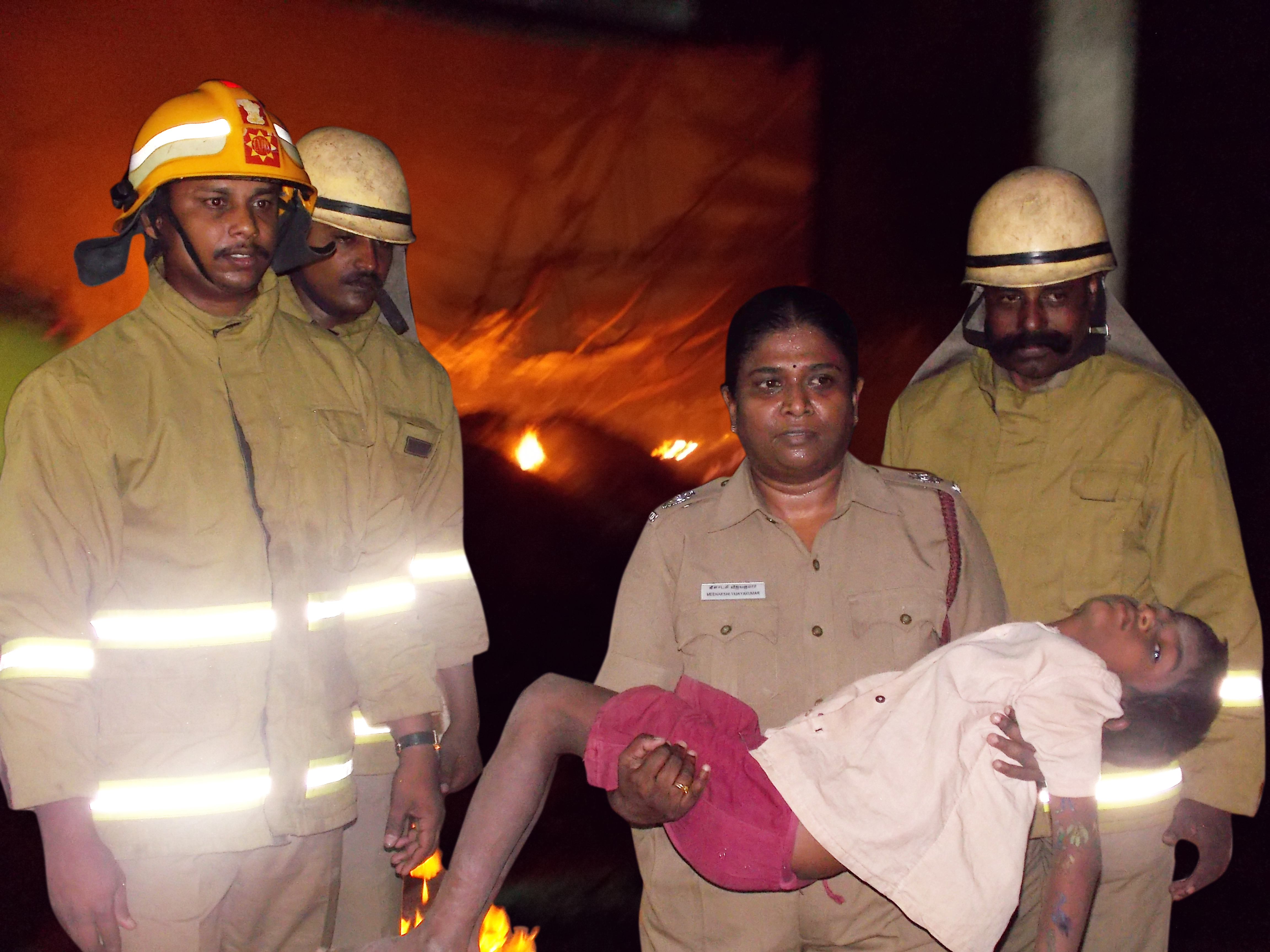
인도 소방관 Meenakshi Vijayakumar의 구조활동

소방은 역사적으로 전 세계적으로 남성 직업이었다. 그러나 1970년대 이래로 여성들은 여러 나라에서 전문 소방관 및 의용소방대원이 되었다. 현대 여성들은 소방 대장을 포함하여 구급대원 등 다양한 소방관으로서의 역할을 수행하고 있다. 그럼에도 불구하고, 여성 소방공무원 비율이 가장 높은 나라에서도 소방관의 20% 미만이다.

## 역사
많은 고대 문명에는 체계적인 소방조직이 있었다. 최초의 기록 된 소방 서비스 중 하나는 고대 로마에 있었다. 호주 원주민은 여성의 참여를 바탕으로 수천 년 동안 산불을 관리하고 대응 해왔다.
소방 조직은 18세기부터 체계화되어 보험 회사의 부상과 19 세기의 정부 소방 서비스의 증가로 이어졌다. 1818년에 Molly Williams는 미국에서 최초로 여성 소방관이 되었다. 뉴욕시의 공노비로서, 그녀는 의용소방대에 합류했다. 영국의 기숙사에 있는 젊은 여성들은 사다리 구조를 포함한 소방 훈련을 받았다. 제2차 세계 대전 동안 여성은 영국, 호주 및 뉴질랜드의 전시 소방대에서 복무했지만 대부분 행정 및 지원 역할을 담당했다.

## 국가별

### 홍콩
홍콩 소방국은 1980년대에 여성을 상황관제 및 구급대원으로 모집했다. 그러나 최초의 여성 소방관은 1994년에야 등장했다. 2003년 111명의 여성 소방관이 근무했지만, 그 중 8명만이 현장 소방관이었다.

### 사우디아라비아
2018년 사우디 여성 2명이 사우디 방화협회의 전문 자격 기준을 충족하는 최초의 여성 소방관이되었다.

### 인도
- 2003년에 타밀 나두 소방 구조대는 최초의 여성 대장으로 프리야 라비칸트란 (Priya Ravichandran)을 임명하였다. Meenakshi Vijayakumar는 400건 이상의 재난에 출동하였으며 2013년에는 용감한 소방 대장을 수상했다.[5]
- 2012년에 뭄바이 소방대는 5명의 여성 소방관을 고용하여 조직 역사상 처음으로 여성 소방관을 고용했다.[6]

### 대한민국

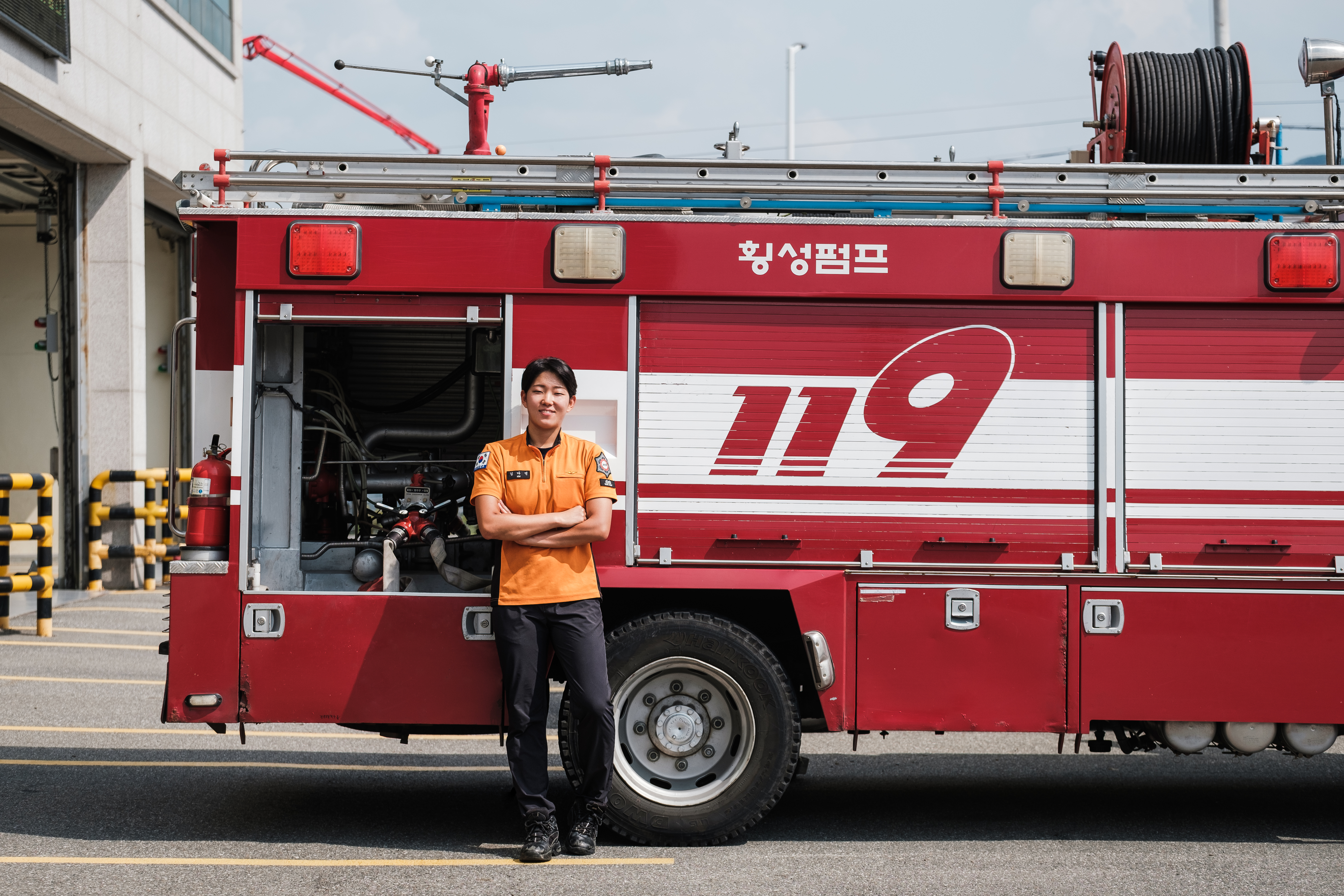
횡성소방서 소방관 김다연

- 1982년 서울특별시에서 최초로 여성 소방공무원을 공개 채용하였다.
- 2003년 최초의 여성 소방간부후보생 진광미, 한선, 김현정이 소방위로 임용되었다.[7]
- 2015년 원미숙이 횡성소방서 서장으로 부임함으로써 대한민국 최초로 여성 출신 소방서장이 되었다.[8] 이후 이원주, 고민자가 소방서장으로 진급하였다.
- 2019년 김다연이 제32회 전국소방기술경연대회에서 여성최강소방관 경기분야에 단독 출전하였다.[9]

### 일본
2003년 세계에서 두 번째 규모인 도쿄 소방국 (TFD)에는 666명의 여성 소방관이 있었으며 이는 전체의 3.8%이다.

### 캐나다
1999년, 캐나다 대법원은 브리티시 컬럼비아주가 소방관 지망생들에게 강제 체력 검사를 실시한 점이 여성을 불공평하게 차별했다고 판결했다. 이 테스트는 남성 소방관의 신체능력만을 고려했기 때문이다. 법원은 고용주가 왜 그러한 테스트가 필요한지를 증명해야하며 개인의 차이를 수용하기위한 노력이 있음을 보여 주어야한다고 주문했다.

## 같이 보기
- 여군